# Riu Jhelum
El Jhelum (en hindi: झेलम, Jhelam; en urdú: جہلم, Jhilum), a l'antiguitat anomenat Hidaspes (grec antic: Ὑδάσπης, llatí: Hydaspes) és el més occidental dels cinc rius que donen nom al Panjab (Índia). Neix al Caixmir, originat en el rierol Vernag, i a Khanabal s'ajunta a l'Adpat, Bring i Sandran; a partir d'aquí és navegable uns 165 km fins a Baramula, passant pel llac Wular. Els seus afluents principals són per la dreta el Liddar o Lambodri, el riu Sind i el Pohru; a l'esquerra el Vishav, el Rembiara, el Ramshi, el Dudganga (a Srinagar), el Suknag i el Ferozepura.

## Descripció
Després de Baramula es forma una fèrtil vall. A la part alta es troben els llacs de Kosa Nag, Manasabal i Nil Nag. A Muzaffarabad s'hi uneix el Kishanganga per la dreta i més avall el Kunhar, també per la dreta. Més avall, ja marca el límit entre Caixmir i el districte d'Hazara. Passa pel Districte de Rawalpindi i a Dangalli, a uns 65 km a l'est, esdevé navegable. Entra al districte de Jhelum, creua la serra de la Sal i rep les aigües del Kahan, i arriba a la plana després de la ciutat de Jhelum, a uns 400 km de les seves fonts; el Bunha se li uneix a Darapur. Segueix el curs cap al sud-oest uns 160 km, separant el districte de Jhelum del districte de Gujrat i el districte de Shapur, al qual entra, i a continuació segueix cap al districte de Jhang i finalment s'uneix al Chenab a Trimmu, a 31° 11′ N, 72° 12′ E / 31.183°N,72.200°E, a uns 15 km al sud de Jhang-Maghiana després d'un curs total de més de 725 km. En aquest indret es troba el Canal Inferior del Jhelum, obert el 1901.
La regió entre el Jhelum i el Chenab és coneguda com a Chaj Doab i la part occidental cap a l'Indus porta el nom de Sind Sagar Doab. Les ciutats principals que creua són Srinagar, Jhelum|, Pind Dadan Khan, Miani, Bhera i Khushab.

## Història
Antigament era un dels principals rius del Panjab al Pakistan. El seu nom en sànscrit fou Vitasta. Fou a la riba d'aquest riu on Alexandre el Gran va construir una flota amb fusta de les muntanyes d'Emodi (Himàlaia occidental) i on va lliurar una gran batalla, la batalla del riu Hidaspes, contra el rei Poros, després de la qual va fundar, en commemoració, dues ciutats: Nicea (que podria ser l'actual Behut) i Bucèfala. Estrabó diu que Alexandre va veure cocodrils en aquest riu. Claudi Ptolemeu l'anomena Bidaspes, més semblant al seu nom nadiu.
En àrab rebé el nom de Behut (o bé Bihat, Wihat o Bihatab). El seu nom caixmiri és Veth.

## Mitologia
El riu era considerat com un déu pels antics grecs, com ho eren la major part de muntanyes, llacs i rius. El poeta Nonnos de Panòpolis diu que Hidaspes era un déu descendent dels titans, fill del déu del mar Taumant i d'Electra, una de les Plèiades. Era germà d'Iris, la deessa de l'arc de Sant Martí, i germà de les Harpies, les 'raptores'. Com que el riu es troba en un país que els antics grecs coneixien amb dificultat, no és clar si van donar el nom del riu al déu o si el déu Hidaspes va rebre el nom del riu.